# Beleg van Delft (1359)
Het Beleg van Delft vond plaats tussen 11 maart en 29 mei 1359 tijdens de Hoekse en Kabeljauwse twisten. De stad had een omtrek van 3,5 kilometer en was sinds 1355 met stenen ommuurd met daarvoor aarden wallen en grachten.
Dit voorval zou de geschiedenisboeken ingaan als de Opstand, beleg en onderwerping van Delft.

## Achtergrond
De stad Delft was de voorgaande negen jaren een speelbal geweest in de twisten, maar de meerderheid van de inwoners koos voor Kabeljauwse partij. Echter was zij omgeven door Hoeken, met de naburige steden als Dordrecht, Rotterdam en de hofraad te Den Haag, zat de stad ingeklemd in een minderheid.
Op 23 augustus 1350 was de Kabeljauwse heer Claes van Swieten met 18 medestanders doodgeslagen in Delft, daarbij had de stad als enige in Holland dezelfde periode (1349-1350) zich uitgesproken om "Willem de Beyeren" als hun landsheer te erkennen. In de jaren die volgden werd het een echt Kabeljauwse partij bolwerk. Toen er in 1358 een aanslag was gepleegd op de Hoekse heer Reinoud I van Brederode te Castricum, droeg de nieuwe Hollandse graaf Albrecht van Beieren zijn krijgsmannen op het Beleg van Heemskerk te beginnen, maar hoorde later ook dat een aantal van de mogelijke aanslagplegers zich binnen Delft bevonden.
In februari 1359 trokken de Kabeljauwse heren Gijsbrecht van Nijenrode, Gerard Wisse, Jan van Kervena en Hendrik van der Woerd met hun aanhangers op plundertocht, hierbij werden de kastelen van Polanen en Binkhorst verwoest en de onderneming ging tot 's-Gravenhage waar Kabeljauwse medestanders werden bevrijd uit de gevangenis om vervolgens weer binnen Delft te komen

## Beleg
Op 11 maart gaf de graaf van Holland de opdracht om alle waterwegen rond Delft te blokkeren en Kerstant van den Berge, baljuw van Delftland moest met zijn manschappen de toegangswegen op het land in de gaten houden. In de dagen erna kreeg Albrecht te horen dat mogelijk Floris van Borselen bezig was met een nieuwe opstand vanuit Heusden als ook Middelburg. Daarna vertrok Albrecht met zijn leger voorzichtig vanuit Rijswijk om Delft te omsingelen, hij liet daarbij blijdes en katapulten aan rukken en vanuit Rotterdam kwamen enkele aanvalstorens, die ter plaatsen in elkaar werden gezet. Op 23 maart zette Albrecht aan de westkant van de stad zijn kamp op, in het veengebied "Korstanghe". aan de noordoost kant lag Kerstant van den Berge voor de stad met zijn manschappen. Gerard van Heemstede en Walraven van Borne waren belast met de aanvoering van proviand en materieel.
Op 22 maart berichte Albrecht van Beieren de steden Haarlem, Amsterdam, Medemblik, Schiedam, Rotterdam, Dordrecht en Geertruidenberg tot Heervaart te komen. Op 24 mei worden de steden Hoorn, Edam, Monnikendam en Enkhuizen ook verzocht mensen te leveren voor het beleg
In Delft was Gijsbrecht II van Nijenrode de grote partijleider, deze was een paar maanden daarvoor ontslagen als baljuw van Kennemerland en zijn opvolger was Reinoud I van Brederode geworden. Hier door was Van Nijenrode vanwege de aanslag in Castricum op de heer van Brederode een verdachten geworden in de ogen van Albrecht. De stad was aardig voorbereid op een beleg en er stonden zelfs afweergeschut om katapulten te beschadigen van de tegenstanders. Albrecht had echter donderbussen tot zijn beschikking, die hij niet zou inzetten, hij hanteerde liever de tactiek om zijn vijanden in te sluiten en te laten verhongeren. In de 11 weken en 2 dagen van beleg gebeurde er vrij weinig en was er bezoek van Jan van Bloys, Dirk van Cronenburg, Jan van der Zijl en Machteld van Lancaster als toeschouwers.
Tussen 27 en 29 mei 1359 toen de burgers van Delft zich tot overgave genoodzaakt zagen te gaan, probeerde de Kabeljauwse heren met hun trouwe achterban de stad te ontvluchten, dit lukte Gijsbrecht van Nijenrode en Jan van Kervena, die naar Heusden vluchtte. Hendrik van der Woerd werd echter tijdens zijn vlucht poging gepakt en op 29 mei op de markt onthoofd als waarschuwing de Graaf van Holland niet te ondermijnen.

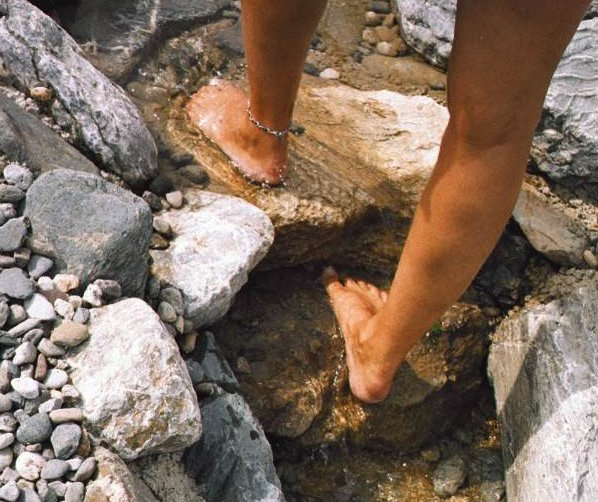
Blotenvoets moesten burgers van Delft naar Den Haag lopen voor vergiffenis.

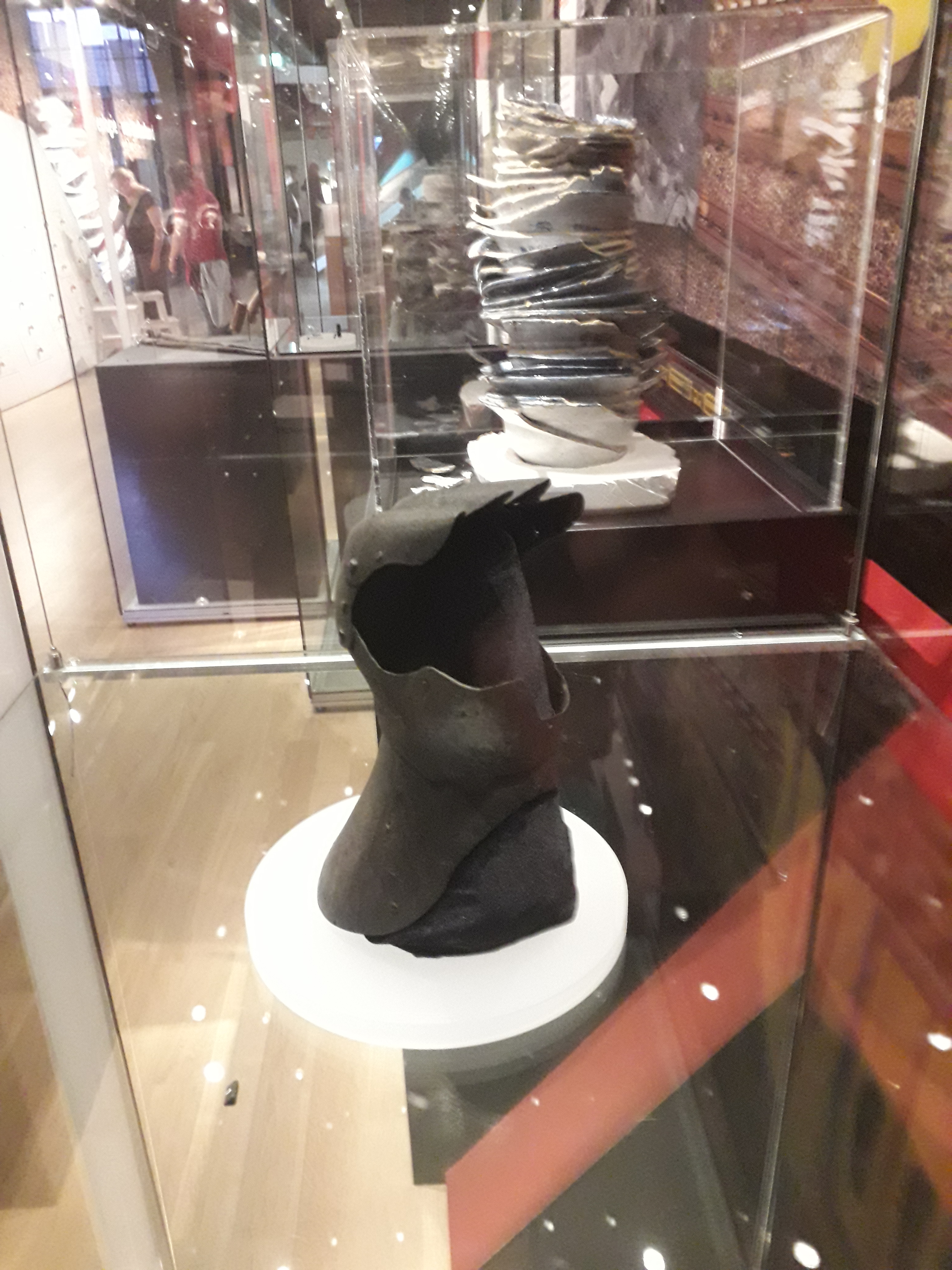
Ridderhandschoen gevonden bij opgravingen in Delft, tentoongesteld in het Rijksmuseum van Oudheden te Leiden.

## Nasleep
Volgens de legende moesten alle mannelijke inwoners na de overgave op blote voeten naar Den Haag lopen en werden zij gemarteld met de zweep. In navolging moesten de vrouwen, in hun beste kleren en met losse haren, dezelfde route afleggen en smeken voor het leven van hun mannen. De stadsmuur van Delft werd op last van graaf Albrecht afgebroken om als bouwmateriaal te dienen voor het hoofdkwartier van de graaf. De burgers moesten waarschijnlijk voor de ridderzaal komen en op hun knieën om vergiffenis vragen in het aangezicht van Albrecht van Beieren als ook Machteld van Lanchaster, zijn schoonzuster. De inwoners van Delft kregen daarop nog een boete van 60.000 Brusselse schilden en moesten de twee Delftse stadpoorten worden afgebroken door 18 ingehuurde gravers
In de volgende jaren bleef het vrij rustig in Holland, tot in 1392 Aleid van Poelgeest, een minnares van Albrecht, werd vermoord in de tuin van het Binnenhof. Wat volgde was een verbanning van de meeste Hoekse edelen.

## Vondsten
Tijdens de bouwwerkzaamheden voor de ondergrondse spoortunnel van station delft (2010-2017), werden er veel spullen uit de middeleeuwen gevonden. Het meest in het oog springende voorwerp dat gevonden werd, was een ridderhandschoen dat uit de tijd van het beleg van 1359 stamde.